# Kappelen, Haut-Rhin
Kappelen är en kommun i departementet Haut-Rhin i regionen Grand Est (tidigare regionen Alsace) i nordöstra Frankrike. Kommunen ligger i kantonen Sierentz som tillhör arrondissementet Mulhouse. År 2022 hade Kappelen 571 invånare.

## Befolkningsutveckling
Antalet invånare i kommunen Kappelen
| Referens: INSEE |